# تجارب اللقاح

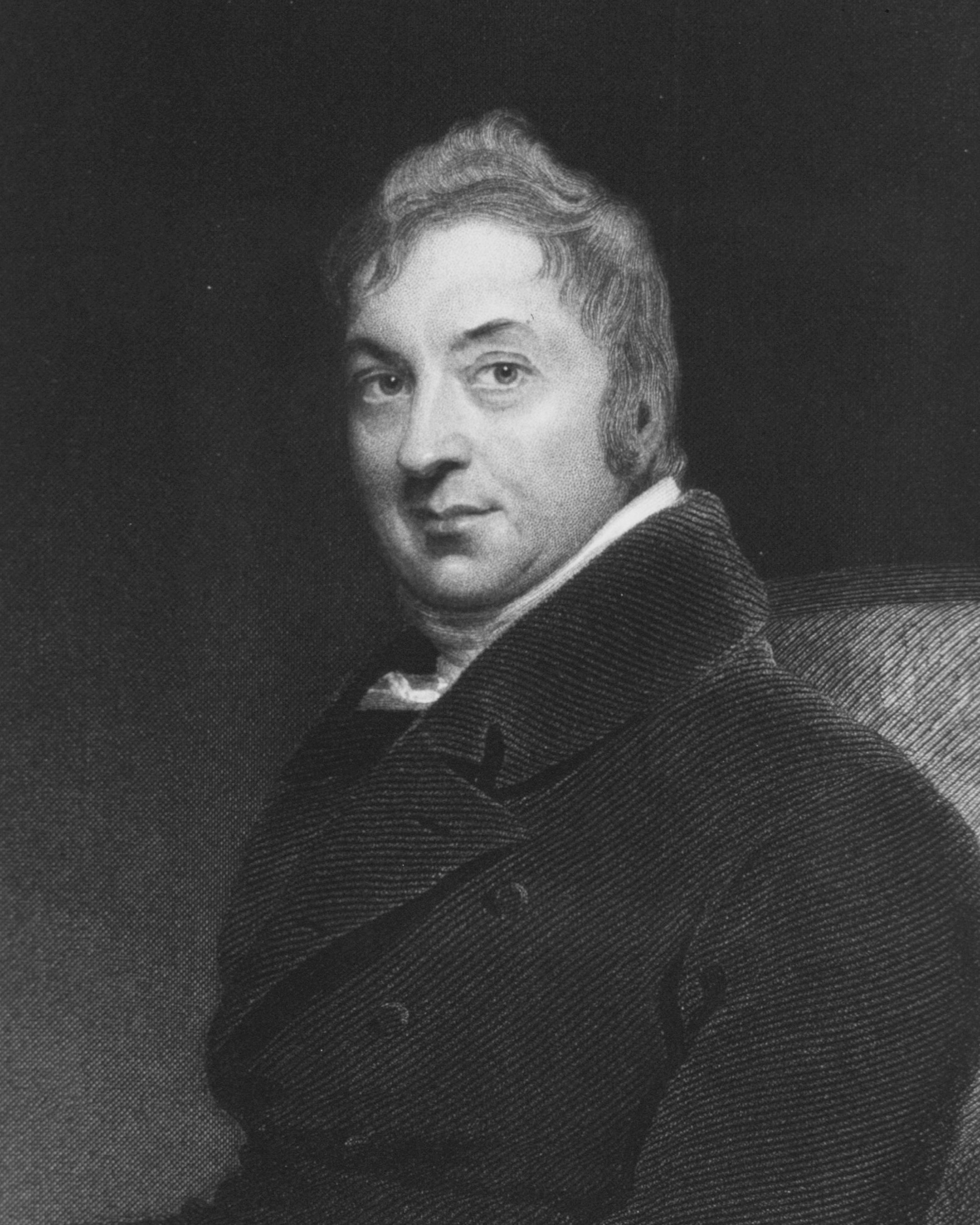
إدوارد جينر كان أول من اكتشف لقاح لمرض الجدري.

تجارب اللقاح (بالإنجليزية: Vaccine trial)‏ هي تجربة سريرية تهدف إلى ترسيخ سلامة وفعالية اللقاح قبل ترخيصها.

## المنهجية
يتم تحديد الدواء المرشح كلقاح لأول مرة من خلال التقييمات قبل السريرية التي يمكن أن تتضمن على فحص عالي الإنتاجية واختيار المستضد المناسب لاستدعاء استجابة مناعية. كما أن المراحل قبل السريرية ضرورية لتحديد نطاقات الجرعة التقريبية والتركيبات المناسبة للأدوية (أي أقراص، حقن... الخ). هذه هي المرحلة التي يمكن فيها اختبار الدواء المرشح لأول مرة في الحيوانات المختبرية قبل الانتقال إلى المرحلة الأولى من التجارب. وقد تم اختبار اللقاحات مثل لقاح شلل الأطفال الفموي لأول مرة من أجل التأثيرات الضارة والقدرة على المناعة في القرود وكذلك الرئيسيات غير البشرية. ساعدت التطورات العلمية الحديثة على استخدام الحيوانات المعدلة وراثيا كجزء من البروتوكول قبل السريرية للقاح على أمل تحديد دقة التفاعلات الدوائية لدى البشر. إن فهم سلامة اللقاحات والاستجابة المناعية للعقار، مثل السمية، هي مكونات ضرورية للمرحلة ما قبل السريرية. تجارب الدواء الأخرى تركز على الديناميكيات الدوائية وحركية الدواء؛ ومع ذلك، في دراسات اللقاح من الضروري فهم التأثيرات السامة في جميع مستويات الجرعة الممكنة والتفاعلات مع جهاز المناعة.

### المرحلة الأولى من التجارب
المرحلة التالية في تجارب اللقاح هي المرحلة الأولى من الدراسة، والتي تتكون من إدخال الدواء إلى البشر. قد تتضمن تجربة اللقاح تشكيل مجموعتين من السكان المستهدفين. على سبيل المثال، من مجموعة المواد التجريبية، قد يتم تعيين كل موضوع بشكل عشوائي لتلقي إما لقاح جديد أو علاج «التحكم»: قد يكون العلاج التحكمي عبارة عن دواء وهمي أو كوكتيل يحتوي على مادة مساعدة أو لقاحًا مؤسسًا (قد يكون الغرض منه هو الحماية من مُمْرِض مختلف). بعد إعطاء اللقاح أو الدواء الوهمي، يجمع الباحثون بيانات عن إنتاج الأجسام المضادة، على النتائج الصحية (مثل المرض بسبب العدوى المستهدفة أو الإصابة الأخرى). يتم تلخيص هذه البيانات باعتبارها إحصائية، والتي تستخدم لتقدير فعالية الحماية من اللقاح. ثم، بعد بروتوكول التجربة، يتم إجراء الاختبار الإحصائي المحدد لقياس الفروق ذات الدلالة الإحصائية للاختلافات المرصودة في النتائج بين مجموعة العلاج والسيطرة.
ويلاحظ أيضا الآثار الجانبية للقاح، وهذه أيضا تساهم في اتخاذ قرار بشأن ترخيص ذلك اللقاح.
تتضمن إحدى النسخ النموذجية للغاية من المرحلة الأولى من الدراسات في اللقاحات دراسة تصاعدية، تُستخدم في تجارب الأبحاث الطبية. يتم إدخال هذا الدواء إلى مجموعة صغيرة من المتطوعين الأصحاء. تهدف دراسات تصعيد اللقاحات إلى تقليل فرص حدوث تأثيرات ضائرة خطيرة (SAE) عن طريق زيادة جرعة الدواء أو تردده ببطء. يحتوي المستوى الأول من دراسة التصعيد عادة على مجموعتين أو ثلاث مجموعات من حوالي 10 متطوعين أصحاء. تتلقى كل مجموعة فرعية جرعة اللقاح نفسها، وهي أقل جرعة متوقعة ضرورية لاستدعاء استجابة مناعية (الهدف الرئيسي في اللقاح - لخلق المناعة). يمكن إضافة مجموعات فرعية جديدة لتجربة نظام الجرعات مختلف طالما لم تواجه المجموعة الفرعية السابقة. هناك اختلافات في ترتيب التطعيم التي يمكن استخدامها لدراسات مختلفة. على سبيل المثال، يمكن أن تكمل المجموعة الفرعية الأولى النظام بأكمله قبل بدء المجموعة الفرعية الثانية أو يمكن أن تبدأ الثانية قبل النهايات الأولى طالما لم يتم اكتشاف تأثيرات ضائرة خطيرة. سوف يختلف جدول التطعيم تبعا لطبيعة الدواء (أي الحاجة إلى تعزيز أو عدة جرعات على مدار فترة زمنية قصيرة). تعتبر دراسات التصعيد مثالية لتقليل مخاطر SAEs التي يمكن أن تحدث مع بروتوكولات أقل مراقبة ومقسمة.

### المرحلة الثانية من التجارب
يعتمد الانتقال إلى المرحلة الثانية على النتائج المناعية والسمية من المرحلة الأولى والفوج الصغير من المتطوعين الأصحاء. تتكون المرحلة الثانية من متطوعين أكثر صحة في المجموعة المستهدفة من اللقاح (~ مئات الأشخاص) لتحديد التفاعلات في مجموعة أكثر تنوعًا من البشر واختبار جداول زمنية مختلفة.

### المرحلة الثالثة من التجارب
وبالمثل، تستمر تجارب المرحلة الثالثة في رصد السمية، والاستمناع، وشهادات SAE على نطاق أوسع بكثير. يجب أن يكون اللقاح آمنًا وفعالًا في حالات الأمراض الطبيعية قبل تقديمه للموافقة ثم الإنتاج العام. في الولايات المتحدة، تكون إدارة الغذاء والدواء (FDA) مسؤولة عن الموافقة على اللقاحات.

### المرحلة الرابعة من التجارب
عادة ما ترصد تجارب المرحلة الرابعة المراحل التي تجمع المعلومات باستمرار حول استخدام اللقاح والآثار الضارة والحصانة طويلة المدى. القضايا المنهجية والمشاكل
قد تستغرق تجارب اللقاح شهورا أو سنوات لإتمامها، حيث يجب أن تنقضي الفترة الزمنية الكافية للتفاعل مع اللقاح وتطور الأجسام المضادة المطلوبة.

## تجارب اللقاح الخاطئة
التهاب سنجابية النخاع، وهو مرض فيروسي، لديه القدرة على إتلاف الجهاز العصبي المركزي ويترك الأطفال مشلولين. طور جوناس سالك لقاحًا موهنًا لمكافحة الانتشار المتزايد للمرض حول العالم. في عام 1955 تم الإعلان عن نتائج التجربة الأولية لجوناس لعامة الناس وخلال ساعتين تم ترخيصه. بسبب عدم وجود لوائح بشأن الشركات المصنعة للأدوية، لم يكن اللقاح دائمًا نقيًا قدر الإمكان أو تم إجراؤه بشكل صحيح لمنع حدوث تأثيرات ضارة مرتبطة بإدخال فيروس موهن إلى شخص سليم. نتج عن حادث كتر الشهير العديد من متلقي فيروس شلل الأطفال المعيب من شركة كتر التي تتعاقد مع سلالة شريرة من شلل الأطفال تسبب الشلل. يجب التعامل مع تجارب اللقاحات والتصنيع بحذر شديد لتجنب إصابة المستلمين أو التسبب في آثار ضائرة. لم يعد الجمهور إلى مستوى الثقة نفسه في العلوم واللقاحات منذ حادث كتر، الذي يخاطر بصحة العامة للجميع.

## روابط خارجية
- Vaccine Research Center Information regarding preventative vaccine research studies